# Řád sv. Alexandra Něvského
Řád svatého Alexandra Něvského nebo celým jménem Imperátorský Řád svatého Alexandra Něvského (rusky: Императорский орден Святого Александра Невского) byl vysoký ruský záslužný řád vzácně udělovaný za vojenské a občanské zásluhy v jedné třídě. Řád byl založen carevnou Kateřinou I. v roce 1725 na paměť ruského středověkého knížete sv. Alexandra Něvského. Řád zanikl s koncem monarchie v Rusku v roce 1917. V době SSSR byl založen sovětský Řád Alexandra Něvského (1942), udělovaný především za vojenské zásluhy. V rámci dnešní Ruské federace existuje od roku 2010 Řád Alexandra Něvského, který navazuje na imperátorskou tradici.

## Historie
O založení řádu uvažoval car Petr I. Veliký už v roce 1724 u příležitosti převezení ostatků Alexandra Něvského z Vladimiru do St. Petersburgu. Tyto plány ale přerušila imperátorova nemoc a smrt a dokončila je jeho nástupkyně Kateřina I. Ruská, a to 1. června (21. května dle juliánského kalendáře) 1725. Původním plánem Petra I. bylo založit vojenský řád inspirovaný francouzským Řádem sv. Ludvíka, který by byl odlišitelný od již existujícího Řádu sv. Ondřeje (tak jako byl ve Francii odlišený Řád sv. Ducha od Řádu sv. Ludvíka). Tomu napovídá i volba řádových barev: Řád sv. Ondřeje měl modrou stuhu (jako Řád sv. Ducha) a Řád sv. Alexandra Něvského dostal červenou stuhu (tak jako Řád sv. Ludvíka).
První řádový statut byl vydán až carem Pavlem I. v roce 1797 v rámci dokumentu Imperátorské stanovy pro rytířské řády. V pořadí ruských imperátorských řádů se nacházel hned na druhém místě za Řádem sv. Ondřeje a popřípadě za dámským řádem sv. Kateřiny. Pavlova úprava potvrzovala jeho výlučné místo mezi ruskými řády. Byl udělován jenom v jedné třídě a mohl být udělován ruským poddaným i cizincům. Pro nositele nekřesťanského vyznání byla postava Alexandra Něvského nahrazena ruským imperátorským orlem. Za nejvyšší formu tohoto řádu se považovala hvězda s brilianty. Při udělení řádu se vyplácel jednorázový finanční příspěvek. V případě udělení řádu šlo o 400 rublů a v případě udělení mečů k už udělenému řádu šlo o celkem 200 rublů v tehdejší měně. Za udělení briliantové hvězdy se příspěvek neuděloval.
Řádový svátek se slavil 30. srpna ve svátek sv. Alexandra Něvského.

## Třídy a pravidla nošení
Řád sv. Alexandra Něvského byl udělován pouze v jedné třídě. Briliantová hvězda se považovala za nejvyšší formu udělení tohoto řádu.
Odznak řádu se nosil na velkostuze přes levé rameno. Hvězda řádu se nosila na uniformě na levé straně hrudi. V případě kombinace s jinými řády byla umístěná pod hvězdou řádu sv. Jiří I. stupně a II. stupně a nebo pod hvězdou řádu sv. Vladimíra. Pokud byl nositel řádu vyznamenán zároveň řádem sv. Ondřeje, hvězda se nenosila a řád byl reprezentován odznakem na stuze umístěné u krku. Obdobná pravidla platila také pro občanské nositele (nevojáky).

## Vzhled
Odznakem řádu byl zlatý tlapatý kříž v červeném smaltování. Uprostřed kříže byl potom umístěný medailon s vyobrazením sv. Alexandra Něvského, v případě držitele-nekřesťana potom černý imperátorský orel. Mezi jednotlivými rameny kříže byly vsazeny celkem čtyři ruští říšští orli ve zlatě, jejichž křídla zasahovala do kříže. Hvězda řádu byla osmicípá a stříbrná. V jejím středu bych medailon s korunou zdobenými iniciálami S.A. v latince Svatý Alexandr) a okolo s ruským nápisem За труды и отөчөство (Za práci a vlast). 

## Galerie

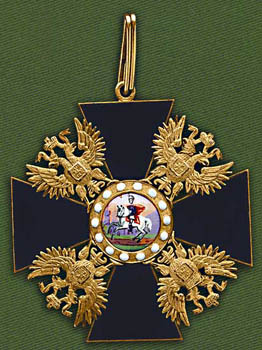
Odznak řádu z roku 1865
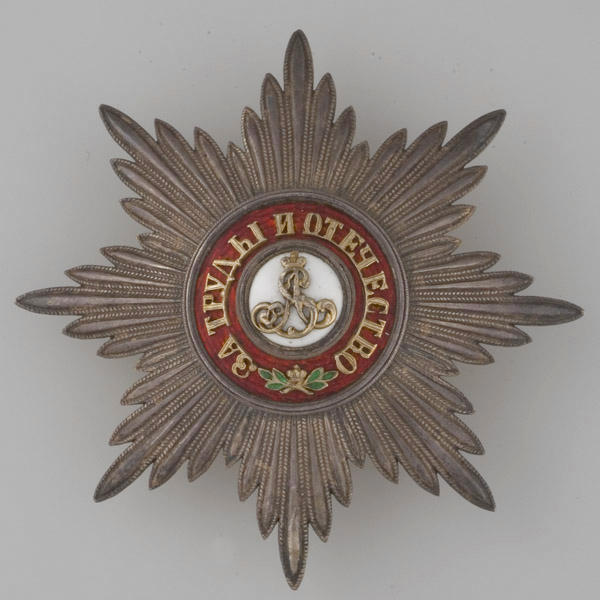
Hvězda řádu sv. Alexandra Něvského
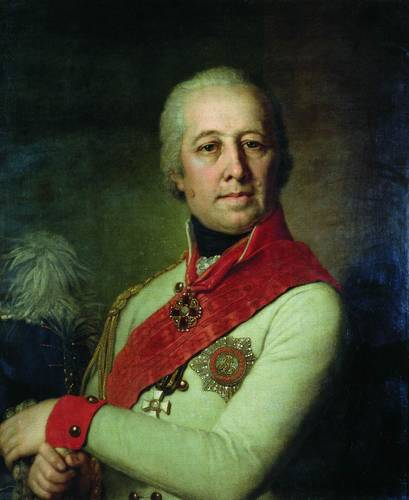
Příklad nošení řádu: Generál I.V. Bunin na obraze V. Borovikovského (1801)